# Land art
Land art (en. riječ koja označava pejzažnu umjetnost) je pravac u suvremenoj umjetnosti koji se razvijao u šezdesetim i sedamdesetim godinama 20. stoljeća u Americi, kao reakcija na komercijalizaciju u umjetnosti. Ova umjetnost napušta muzeje i galerije i razvija monumentalne projekte u slobodnom prostoru. Inspiracija za nastanak land arta je bila konceptualna umjetnost i minimalizam.

## Karakteristike
Djela land arta su po svojim dimenzijama ogromna i često su iziskivala velike radove, i ne mogu se izlagati u galerijama i muzejima jer nisu transportabilni te su se za izložbe ne rijetko koristili materijali koji su snimljeni kao fotografije, video ili filmski snimci. Onaj tko je želio da vidi ova djela morao je da ode do njih. Djela su dimenzija koje se mjere čak i u kilometrima i Michael Heizer je svoje djelo "Double Negative" radio pomoću dinamita i pomoću bagera. U zabačenim, nenastanjenim predjelima svijeta umjetnici su kopali jame Michael Heizer, vukli po zemlji duge linije kredom Walter de Maria ili slagali na gomilu komadiće kamenja Robert Smithson. Umjetnici land arta su tražili sponzore za svoje skupe projekte od strane privatnih fondacija. U Europskoj umjetnosti land arta u sedamdesetim godinama on se orijentira na ekološke osnove, te su u skladu sa shvaćanjima o zaštiti prirodne okoline i mnoga djela koja se smatraju izrazima ove umjetnosti u osnovi se razlikuju od djela pionira američkog land arta i nastaju kao dekorativni promjenjivi objekti u prirodi. Važan je utjecaj prirode na umjetnička djela ove umjetnosti. Česte promjene vremenskih prilika i promjene upotrebljenog materijala utječu na umjetnička djela i nastaju dinamičnost i procesi te je dokumentacija pomoću fotografija jako značajna za praćenje ovih dugotrajnih procesa.

## Najpoznatiji umjetnici
- Robert Smithson
- Michael Heizer
- Walter de Maria
- Richard Long
- Christo i Jeanne-Claude

## Vanjske poveznice
- Alan Sonfist Official Website
- Solar Mount / Le Mont Solaire
- Le Land Art (In French - www.le-site-du-jour.com)  Arhivirana inačica izvorne stranice od 20. lipnja 2006. (Wayback Machine)
- Artist in Nature International Network  Arhivirana inačica izvorne stranice od 4. ožujka 2007. (Wayback Machine)
- Art-Public, First european portal on public art
- Arhivirana inačica izvorne stranice od 16. lipnja 2010. (Wayback Machine)
- Tales of the Unexpected
- LAND ARTS OF THE AMERICAN WEST
- Land Art - Master in Contemporary Arts. University of Paris VIII - Website In French
- Land & Environmental Artists & Art  Arhivirana inačica izvorne stranice od 17. listopada 2007. (Wayback Machine)
- Australian land arts  Arhivirana inačica izvorne stranice od 18. listopada 2016. (Wayback Machine)